# Janowice (Wieliczka)
Pour les articles homonymes, voir Janowice.
Janowice est une localité polonaise de la gmina et du powiat de Wieliczka en voïvodie de Petite-Pologne.